# Java Telephony API
Das Java Telephony API ist eine von Sun Microsystems und weiteren Unternehmen Ende 1996 eingeführte Schnittstellenlösung zwischen javabasierten Computern und Telefongeräten (siehe auch CTI).

## Überblick
Das Ziel des Java Telephony API ist es, Telefonapplikationen passende Funktionalität zu geben.
Das wird mithilfe von sieben Paketen erreicht:
Call Center Package
Dieses Paket ist für das Weiterleiten von Anrufen zu einem oder mehreren Zielobjekten in der Warteschlange gedacht.
Call Control Package
Mit Hilfe dieses Paketes werden die Anrufe weitergeleitet oder angehalten.
Core Package
Enthält wichtige Funktionen wie Anrufen und Antworten.
Media Package
Dieses Paket bietet die Möglichkeit, auf Faxgeräte zuzugreifen.
Mobile Package
Durch dieses Paket werden Eigenschaften eines Telefons wie Klingeln und Knöpfe angepasst.
Phone Package
Hiermit können Klingeltöne, Knöpfe, Anzeige, Mikrophone, Lautsprecher und Beleuchtung angesprochen und manipuliert werden.
Private Data Package
Damit kann direkt mit einer angeschlossenen Hardware kommuniziert und diese gesteuert werden.